# Границя повзучості
Грани́ця повзу́чості (англ. creep strength) — напруження, за якого швидкість деформації (на сталій ділянці повзучості) або деформація повзучості за визначений час (за умовою) досягає заданої величини.
Зазвичай при конструюванні виробів зі сталей для розрахунків використовують дані, отримані при випробуваннях на повзучість для середніх швидкостей повзучості величин порядку від 10−6 до 10−8с−1 (10…0,1 % за 100000 годин).
Величина границі повзучості залежить не лише від властивостей металу, але і від температури і заданої швидкості повзучості. Чим вищою є температура або меншою є задана швидкість повзучості, тим нижчою буде границя повзучості для одного і того ж металу. Навпаки, чим нижчою буде температура або чим більшою задана швидкість повзучості, тим більшою буде границя повзучості. Таким чином, границя повзучості є умовною характеристикою металу. Порівняння різних металів за величиною границі повзучості має сенс тільки тоді, коли ці границі отримані для однієї і тієї ж температури й швидкості повзучості.

## Випробування на повзучість
Мета випробувань на повзучість полягає у встановленні величини напружень, що викликають практично допустиму за величиною залишкову деформацію металу за встановлений період безперервного випробування зразка або служби даної деталі. Величина таких напружень для нагрітого металу виявляється набагато нижчою за звичайну границю пружності, яка визначається за цієї ж температури.
Випробування на повзучість в умовах розтягу полягають в тому, що зразок матеріалу протягом тривалого часу піддається впливу постійного зусилля розтягу за постійної температури. При цьому увесь час фіксується деформація зразка.
У результаті випробування визначають границю повзучості матеріалу σпл
Стандартні випробування на повзучість мають меншу тривалість (порядку декількох тисяч годин). За цей період абсолютна залишкова деформація, наприклад зразка з розрахунковою довжиною 100 мм, для зазначених вище діапазонів швидкостей повзучості, зміниться лише на 0,1 — 0,001 мкм. У зв'язку з цим безпосереднє визначення таких границь повзучості практично за реальний термін випробувань не є можливим через похибку вимірювання деформацій, що становить ± 0,2 мкм. Тому єдино можливим виходом є застосування методу екстраполяції від величини границі повзучості, визначеної безпосередньо при швидкостях у 103–105 разів більших, ніж потрібно, до величини при малій швидкості. Отже, екстраполяція є неминучою операцією при визначенні границі повзучості.
Для визначення границі повзучості проводять випробування серії зразків за даної температури і трьох-чотирьох рівнях навантажень (напружень, значення яких є завідомо більшим від передбачуваного значення границі повзучості). Випробування припиняють на стадії сталої повзучості.
Основні зразки можуть бути циліндричними (початковий діаметр d0 = 10 мм, початкова розрахункова довжина l0 = 100 (нормальний зразок) і l0 =150; 200 мм (подовжений зразок)) або плоскими (ширина 15 мм, l0 = 100 мм, товщина визначається товщиною прокату). Якщо буде потреба, можна застосовувати пропорційні зразки інших розмірів з діаметром робочої частини не меншою за 5 мм і з {\displaystyle l_{0}=5,65{\sqrt {S_{0})}}} або {\displaystyle l_{0}=11,3{\sqrt {S_{0})}}}, де S0 — початкова площа поперечного перерізу робочої частини зразка в мм². Розміри і форму головок (нарізевих для циліндричних зразків) обирають відповідно до конструкції захоплювачів машини і способу кріплення тензометрів.
Зразки повинні мати однакову площу поперечного перерізу по всій довжині. Відхилення по величині площі поперечного перерізу не повинно перевищувати ± 0,5 %.
Границю повзучості визначають в межах від 0,1 до 1,0 % при тривалості випробування 100, 300, 500, 1000, 3000, 5000 або 10000 годин, якщо за технічними умовами не потрібні інші тривалість або допуск на деформацію.
Якщо границя повзучості визначається за швидкістю повзучості, то тривалість випробування повинна бути не меншою від 2000-3000 годин за умови тривалості випробувань на прямолінійній ділянці кривої повзучості не меншої за 500 годин.
Первинні криві повзучості для випробуваних зразків є основою для побудови діаграм залежності або між напруженням і подовженням протягом заданого часу випробування, або між напруженням і швидкістю деформації на стадії сталої повзучості, або між напруженням і часом досягнення подовження на задану величину.
Границю повзучості позначають літерою σ з числовими індексами, наприклад {\displaystyle \sigma _{0,2/100}^{700}} — границя повзучості при допустимій деформації 0,2 % за 100 годин випробування при 700°С.